# 조 콕스

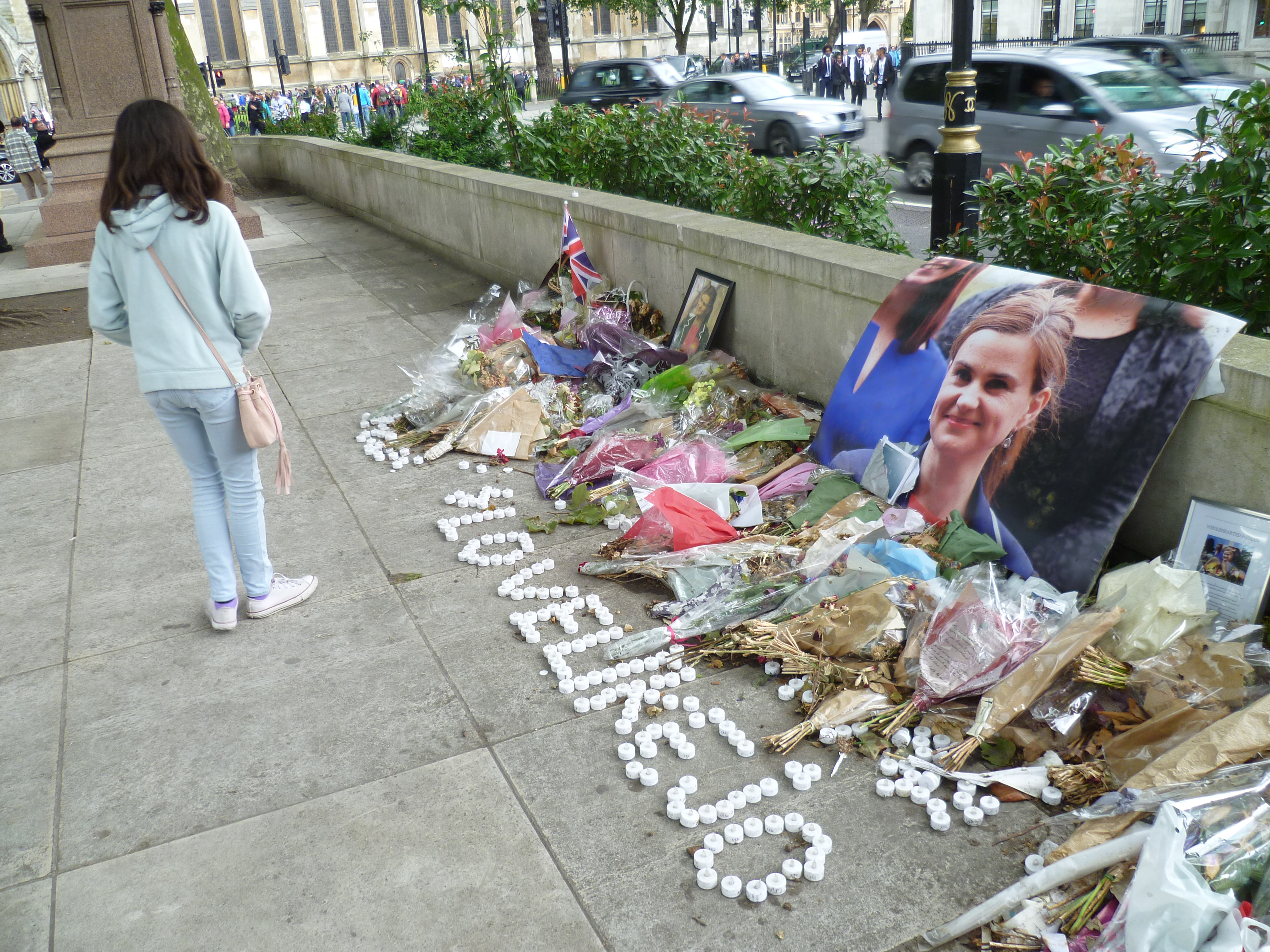

헬렌 조앤 "조" 콕스(Helen Joanne "Jo" Cox), 결혼 전 이름은 리드비터(Leadbeater, 1974년 6월 22일 ~ 2016년 6월 16일)는 영국의 노동당 소속 정치인이다. 2015년 총선에서 배틀리 스펜 선거구에 출마해 늘어난 과반득표로 의석을 지켰고, 2016년 6월 16일 사망할 때까지 13개월 동안 국회의원으로 재임했다.
배틀리에서 태어난 콕스는 1995년 케임브리지 대학교를 졸업하고, 정치계에서 어시스턴스로 지내다 국제 인도 자선단체 옥스팜에 가입했다. 그곳에서 콕스는 정책부장으로도 활동했다. 2015년 배틀리 스펜 지역구 의원이었던 노동당의 마이크 우드 의원이 총선에 나오지 않기로 결정하면서 후보로 임명되었고, 노동당 하원의원으로 당선됐다. 의원에 재직하면서 콕스는 시리아 내전 관련 현안을 다루는 운동가가 되어 초당적 의원모임인 '시리아의 친구들'을 설립해 대표에 올랐다. 콕스는 '시리아 난민을 위해서라면 지칠 줄 모르는 운동가'라고 소개되기도 했다.
2016년 6월 16일 콕스는 버스톨에서 지역구민들과 의원 면담을 진행하고 난 뒤, 총에 맞고 수차례 칼에 찔리는 공격을 당했다. 중태에 빠진 콕스는 사건이 발생한지 한시간도 되지 않아 사망했다. 사건 발생 직후 범죄와 연루된 52세 남성이 체포됐다.

## 어린 시절과 학업
콕스는 1974년 6월 22일 웨스트요크셔주 배틀리에서 태어나 헤크먼드와이크에서 자랐다. 어머니는 학교 주임이었고 아버지는 치약과 헤어스프레이를 만드는 공장에서 일했다. 콕스는 그래머 학교인 헤크먼드와이크 중학교에 진학하고, 이후 펨브로크 대학교에서 사회정치학을 전공하다 1995년에 졸업했다. 가족 중에 대학에 간 사람은 콕스가 처음이었다. 대학 생활 도중 런던 정치경제대학교에서도 공부하기도 했다.

## 경력

### 초창기 활동
졸업하자마자 콕스는 존 월리 노동당 의원의 자문관으로 일하다가, 이후 브뤼셀로 가서 글레니스 키넉 당시 유럽 의회 의원에게 자문해주는 일을 2년간 맡았다. 그와 더불어 콕스는 2001년부터 2009년까지 국제 구호단체인 옥스팜과 옥스팜 인터내셔널에서 활동했다.
처음에는 브뤼셀에서 옥스팜이 벌이는 무역개혁 운동의 대표로 있다가 2005년 영국지부인 옥스팜 GB의 정책변호부장이 되었고, 뒤이어 2007년에는 뉴욕에서 옥스팜 인터내셔널의 인도주의 운동 대표를 맡았다. 옥스팜 활동 시절 다르푸르와 아프가니스탄의 빈곤 지역을 접했던 경험은 정치 경력에도 영향을 끼쳤다.
이후 콕스의 자선활동은 임신분만 중 사망 예방 운동에 앞장서던 세라 브라운 여사 (고든 브라운 전 총리의 부인)에게 자문해주는 역할까지 이어졌다. 콕스는 노동 여성 네트워크의 전국대표와 반노예 자선단체인 프리덤 펀드의 수석고문을 맡기도 했다.

## 사망
2016년 6월 23일 열리는 영국의 유럽 연합 탈퇴 찬반 국민 투표에서 잔류를 지지하고 있었다. 6월 16일, 웨스트요크셔 리즈 근교에서 국민 투표를 둘러싼 집회 준비 중 총격되어 사망했다.
목격자에 따르면, 3회 발사가 있으며 그 중 1발이 머리 근처에 쏘이고 그 후 여러 차례 찔렸다고 증언하고 있다. 습격자는 "Britain first"를 외치며 범행을 했다고 한다. 이 "Britain first" 슬로건은 영국의 유럽 연합 탈퇴(브렉시트)를 지지하는 극우정당의 이름과 같다. 이 정당은 본건에 대해 관여를 부정했다.

## 역대 선거 결과
| 선거명      | 직책명                        | 대수 | 정당   | 득표율 | 득표수   | 결과 | 당락                      |
| ----------- | ----------------------------- | ---- | ------ | ------ | -------- | ---- | ------------------------- |
| 2015년 선거 | 하원의원 (배틀리 스펜 선거구) | 56대 | 노동당 | 43.24% | 21,826표 | 1위  | 배틀리 스펜 하원의원 당선 |